# Molchat Doma
 (février 2020).
Molchat Doma (Молчат Дома en cyrilique, littéralement « les maisons sont silencieuses », prononciation: [mɐlˈt͡ɕat dɐˈma]) est un groupe de cold wave biélorusse originaire de Minsk,,,. Fondé en 2017, le groupe est formé d'Egor Shkutko (voix), de Roman Komogortsev (guitare, synthétiseur, boîte à rythmes) et Pavel Kozlov (guitare basse, synthétiseur).
Le groupe lance en 2017 son premier album, S krish nashikh domov, sans maison de disque suivi d'Etazhi en 2018 par Detriti Records. Après avoir obtenu une notoriété mondiale en 2020 après qu'un de leurs morceaux est utilisé dans plus de 150 000 clips sur TikTok, le groupe signe avec Sacred Bones Records, sort Monument en 2020 puis Belaya Polosa en 2024.

## Discographie

### Albums studio
- 2017 : С крыш наших домов (S krish nashikh domov) (auto-production)
- 2018 : Этажи (Etazhi) (Detriti Records)
- 2020 : Монумент (Monument) (Sacred Bones Records)
- 2024 : Belaya Polosa (Sacred Bones Records)

### Singles
- 2017 : Коммерсанты (Kommersanty)
- 2019 : Звезды (Zvezdy)
- 2019 : По краю острова (Po krayu ostrova)